# Dolgen (Uckerland)
Dolgen ist ein bewohnter Gemeindeteil im Ortsteil Jagow der amtsfreien Gemeinde Uckerland im Landkreis Uckermark in Brandenburg.

## Geographie
Der Ort liegt vier Kilometer westlich von Jagow und zehn Kilometer südlich von Strasburg (Uckermark). Die Nachbarorte sind Zarnkehöfe und Taschenberg Ausbau im Nordosten, Uhlenhof, Taschenberg und Kutzerow im Osten, Zernikow im Südosten, Augustfelde im Südwesten, Schlepkow im Westen sowie Gneisenau und Hetzdorf im Nordwesten.